# Thea von Harbou

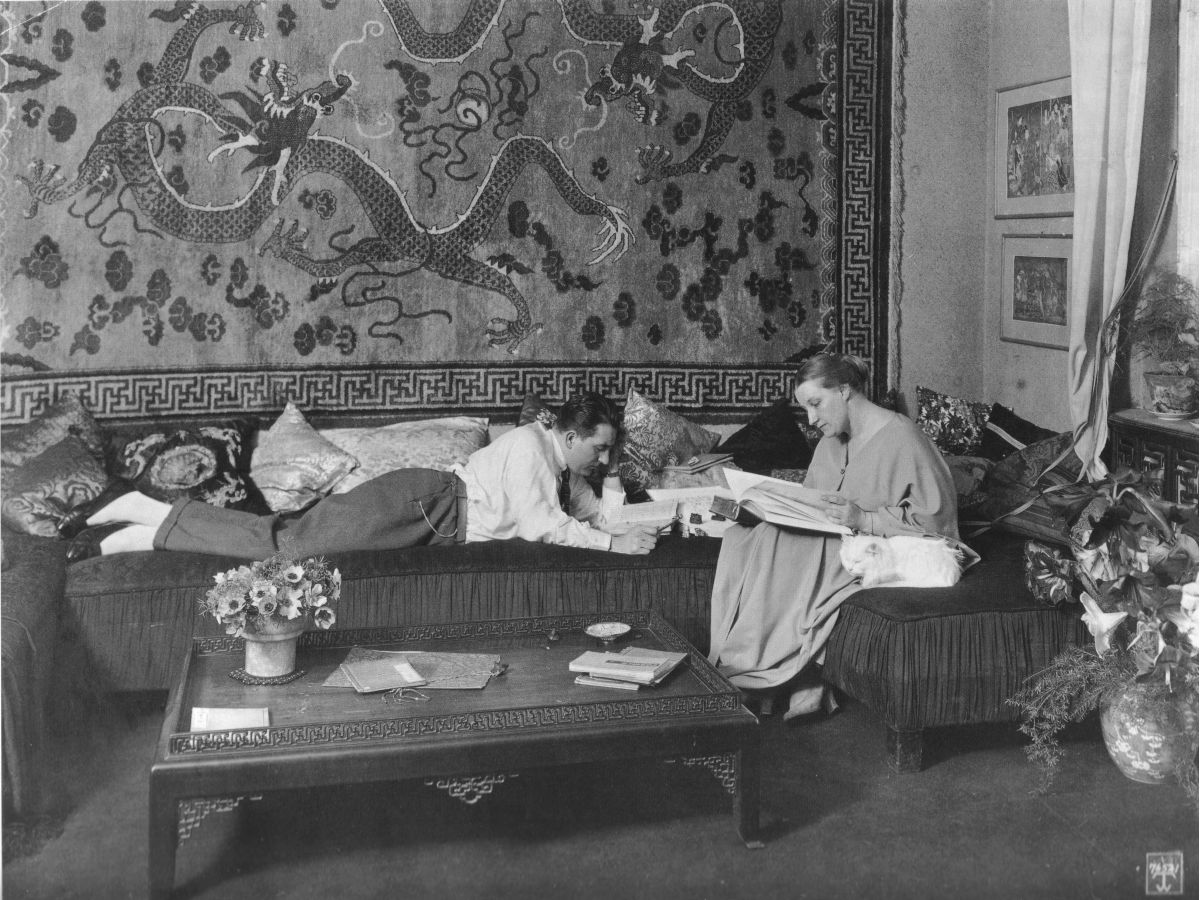
Fritz Lang och Thea von Harbou i deras våning i Berlin, 1923 eller 1924.

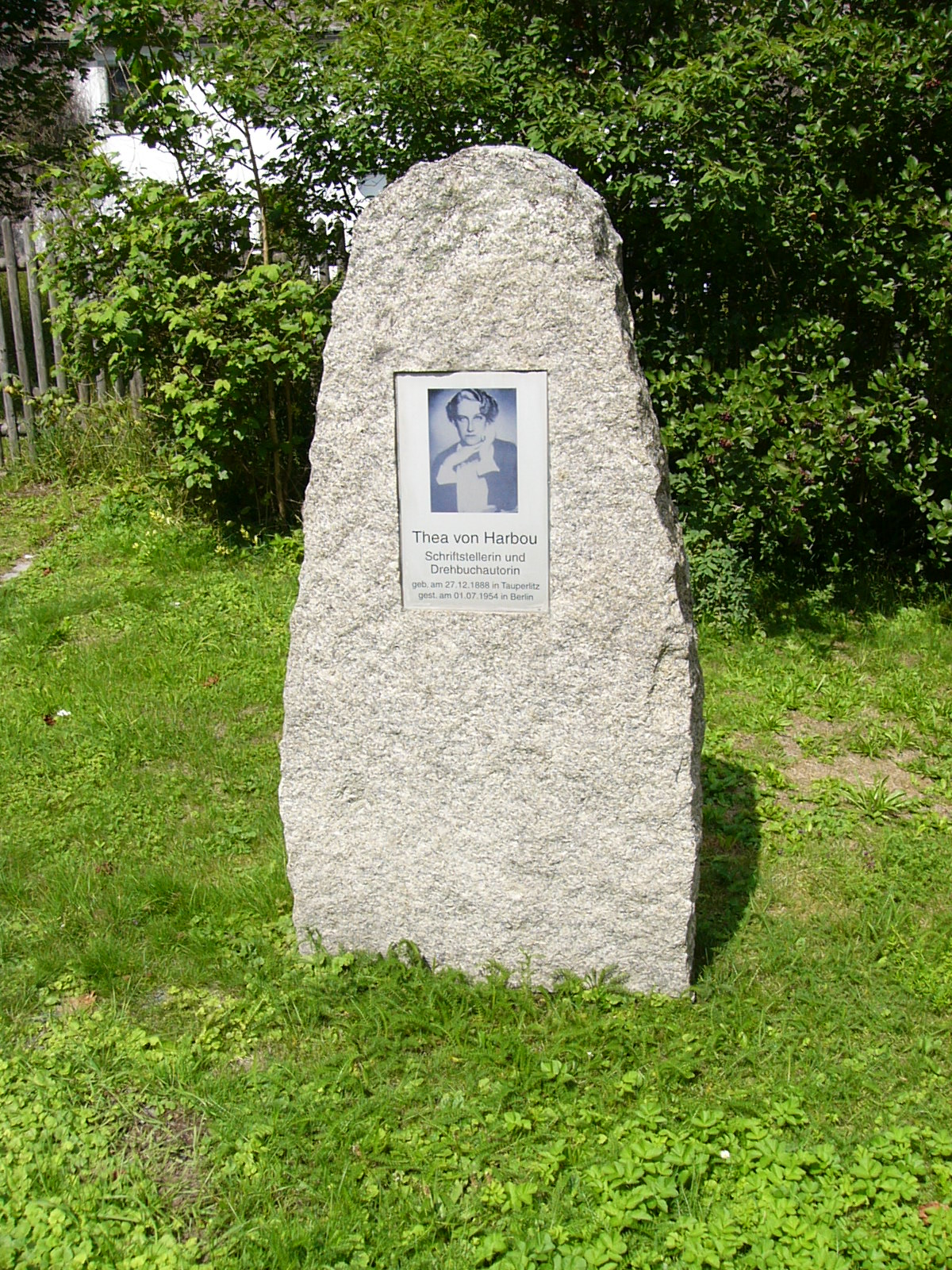
En minnessten i födelsestaden.

Thea Gabriele von Harbou, född 27 december 1888 i Tauperlitz (numera en del av Döhlau, nära Hof), Bayern, död 1 juli 1954 i Berlin, var en tysk manusförfattare, författare och skådespelare. Hon skrev manus till regissören Fritz Langs mest berömda tyska filmer, däribland Metropolis (1927), M (1931) och Dr. Mabuses testamente (1933), och till flera filmer i regi av F.W. Murnau. Hon var gift med skådespelaren Rudolf Klein-Rogge 1914–1921 samt 1922–1933 med regissören Fritz Lang.
Hon publicerade sin första roman 1905 men började sedan arbeta som skådespelerska. I Aachen träffade hon Klein-Rogge. Hon skrev sitt första filmmanus, Das Indische Grabmal 1920 tillsammans med Fritz Lang och de gifte sig 1922. Hon skrev bland annat Metropolis baserat på en roman 1926. Förutom till Langs filmer skrev hon även manus bland annat till ett par filmer av F.W. Murnau. 
Hon gick med i nazistiska Nationalsocialistiska tyska arbetarepartiet (NSDAP) 1932. Lang delade inte hennes politiska övertygelse och de skilde sig 1933. Året efter flyttade Lang till USA. Efter skilsmässan var hon i hemlighet gift med den indiske journalisten Ayi Tendulkar. Förhållandet hölls hemligt på grund av den nazistiska regimens rasistiska människosyn. Under nazitiden fortsatte hon att skriva manus, bland annat till Veit Harlans propagandafilm Der Herrscher (1937). Hon regisserade också själv två filmer, Elisabeth und der Narr och Hanneles Himmelfahrt (båda 1934).
Eftersom von Harbou varit medlem i nazistpartiet internerades hon efter andra världskriget i ett brittiskt fångläger, från juli till oktober 1945. 1945 och 1946 arbetade hon som "Trümmerfrau" (ruinkvinna).

## Filmmanus i urval
- 1921 – Den obesegrade döden
- 1922 – Dr. Mabuse, der Spieler
- 1924 – Storhertigens finanser
- 1924 – Die Nibelungen: Siegfried
- 1924 – Die Nibelungen: Kriemhilds Rache
- 1927 – Metropolis
- 1928 – Spionen
- 1929 – Månraketen
- 1931 – M
- 1933 – Dr. Mabuses testamente